# Historie Amway
Historie Amway popisuje historii americké firmy Amway, společnosti, která vyvíjí, vyrábí a prodává vlastní výrobky z oblasti péče o domácnost, kosmetiky, vitamínů, doplňků stravy a potravin, čističek vody a vzduchu i kuchyňského nádobí, a k distribuci zboží používá metodu multi-level marketingu.
Historie firmy začala v roce 1959, kdy ji jako distribuční firmu založili ve Spojených státech Rich DeVos a Jay van Andel. V osmdesátých letech začala expanze na trhy západní Evropy a střední Ameriky, v devadesátých letech Amway už expandoval celosvětově. V nultých letech 21. století prošla firma restrukturalizací a jejím největším odbytištěm se stal čínský trh. V roce 2012 se Amway stal firmou s největším obratem v oblasti celého přímého prodeje na světě a zároveň byl 28. největší soukromě vlastněnou společností v USA.

## Počátky přímého prodeje
Přímý prodej patří k nejstarším obchodním metodám. V 19. století tímto způsobem obchodovaly firmy, které formou podomního prodeje nabízely nejrůznější výrobky, od encyklopedií přes nářadí a domácí potřeby až po parfémy. V rámci kategorie přímého prodeje se ve 40. letech minulého století objevil nový marketingu, který do tohoto odvětví vnesla společnost Nutrilite.[zdroj?] Jednalo se o tzv. víceúrovňový marketing, který Nutrilite využíval místo běžně využívaného jednoúrovňového marketingu. Zatímco v případě jednoúrovňového marketingu je distributor odměňován pouze za to, co osobně prodá, ve víceúrovňovém marketingu je odměňován i za zboží, které prodají lidé, které pro tuto činnost získá. Víceúrovňový marketing se postupem času stal dominantním způsobem marketingu ve společnostech zabývajících se přímým prodejem. Podle průzkumu americké Asociace osobního prodeje z roku 2011 využívalo tento způsob marketingu 95,7 % firem působících v tomto oboru a tyto firmy reprezentovaly 95,4 % celkových prodejů a 98,7 % distributorů.

## 40. a 50. léta
Oba zakladatelé společnosti Amway – Rich DeVos i Jay Van Andel – byli svými rodiči vedeni k tomu, aby si založili vlastní podnik a pracovali sami pro sebe.[zdroj?] To byla jedna z hlavních příčin, proč se již v mládí společně pustili do několika vlastních projektů. Po skončení druhé světové války začali spolu provozovat restauraci a založili si vlastní leteckou školu Wolverine Air Service. V roce 1949 Neal Maaskant, vzdálený příbuzný Jaye Van Andela, nabídl DeVosovi a Van Andelovi možnost podnikat s firmou Nutrilite. 
Firma Nutrilite, do roku 1939 známá jako California Vitamins, působila tehdy na trhu již 15 let. Exkluzivním distributorem produktů firmy Nutrilite byla tehdy společnost Mytinger & Casselberry založená Lee Mytingerem a Dr. Williamem Casselberrym. Ti využívali pozměněný odměňovací systém užívaný obchodními řetězci Sears a J. C. Penney, které odměňovaly obchodní manažery za otevření nových poboček.[zdroj?] Vznikl tak první systém odměňování, při kterém distributoři získávají provizi nejen za své prodeje, ale i za prodeje distributorů, které pro tuto činnost získají. 
Rich DeVos a Jay Van Andel zahájili svou spolupráci s Nutrilite 29. 8. 1949 se svou distribuční společností pod názvem Ja-Ri a během následujících let vybudovali jednu z největších distribučních organizací čítající několik tisíc distributorů.[zdroj?] Vzrůstající napětí mezi Ja-Ri a vedením firmy Nutrilite ohledně dalšího směřování společnosti vyústilo v roce 1959 v rozhodnutí Riche DeVose a Jaye Van Andela odtrhnout svou distribuční organizaci. Za nový produkt pro svůj prodej si zvolili čisticí prostředek založený na derivátu kokosového oleje, který pod názvem Frisk vyráběla a prodávala detroitská firma Eckle. Rich DeVos a Jay Van Andel tuto společnost později koupili, přestěhovali ji do města Ada v Michiganu a název Frisk změnili na L.O.C. (Liquid Organic Cleaner).
Aby předešli problémům, které zažili u firmy Nutrilite,[zdroj?] byla v dubnu 1959 založena asociace distributorů, která měla spolurozhodovací pravomoci – American Way Association (AWA) – později Amway Distributors Association (ADA), dnes Independent Business Owners Association International (IBOAI). Mezi zakládajícími distributory byli Rich DeVos, Jay Van Andel, kteří se starali o výrobu a o dodávky zboží, a skupina nejúspěšnějších distributorů z jejich organizace mezi něž patřili Jere Dutt, Fred Hansen, Eleanor Teitsma, James Koster, Dale Crosby a Walter Bass. Byla ustanovena první podniková rada, jejímiž členy byli: Jere Dutt, Joe Victor, Fred Hansen, Eleanor Teitsma, James Koster, Dale Crosby, Walter Bass, Jay Van Andel a Rich DeVos.
V září 1959 začaly distributorům poskytovat servis Amway Sales Corporation a Amway Services Corporation. Jay Van Andel a Rich DeVos začali za pomoci svých manželek a zaměstnanců řídit svou firmu ze svých domovů. Jay Van Andel vytvářel prodejní literaturu a dohlížel na vývoj nových výrobků, Rich DeVos motivoval a trénoval distributory.

## 60. léta
Nově založená společnost začala rychle růst. V roce 1960 (první celý rok činnosti) dosáhla obratu 500 000 USD.[zdroj?] O tři roky později, v roce 1963, již činily prodeje 21 milionů USD.[zdroj?] V roce 1966 vzrostl obrat na 38 milionů USD a rok nato na 50 milionů USD.[zdroj?] V roce 1969 dosáhla firma Amway odhadovaného maloobchodního obratu 85 milionů USD.[zdroj?] V roce 1969 dosáhl počet zaregistrovaných lidí 100 000.[zdroj?] V roce 1963 začal ve Spojených státech jezdit „Showcase Bus“ – autobus, který s nákladem výrobků a literatury pomáhal distributorům představovat výrobky společnosti a možnosti práce pro Amway.
V roce 1964 podstoupila firma restrukturalizaci. Tři divize – prodej, služby a výroba – byly sloučeny a byla vytvořena Amway Corporation s Jayem Van Andelem jako předsedou a Richem DeVosem jako presidentem.[zdroj?]
Počátkem 60. let byl zaveden statut Přímého distributora (Direct Distributor). Přímý distributor v té době mohl komunikovat přímo se společností Amway, ostatní distributoři nakupovali výrobky prostřednictvím svých Přímých distributorů, kteří jim také vypočítávali a vypláceli bonusy. První seminář se konal v Grand Rapids v roce 1961 a navštívilo ho 200 Přímých distributorů.[zdroj?] Rok nato, v roce 1962 se na tento seminář kvalifikovalo 750 Přímých distributorů.[zdroj?] Byl zaveden hierarchický odměňovací systém pro distributory. Jednotlivé úrovně odměn měly v roce 1966 názvy Silver Direct, Gold Direct, Silver Ruby, Gold Ruby, Silver Emerald, Gold Emerald, Diamond, Double Diamond a Triple Diamond a Crown. Ve spolupráci s Asociací distributorů Amway byl původní prodejní a marketingový plán dále upravován. 
Jen několik měsíců po uvedení prvního výrobku L.O.C. na trh, byl představen prací prášek SA8 a v roce 1964 koncentrovaný prostředek na mytí nádobí Dish Drops. V dalších letech následovaly výrobky Shoe Spray, nádobí, přípravky z řady péče o vlasy a kosmetika. V roce 1968 vznikl katalog Personal Shoppers, který umožnil distributorům prodávat i výrobky jiných firem.

## 70. léta
V roce 1972 Amway odkoupil 51% podíl ve firmě Nutrilite, se kterou spolupracoval ve svých začátcích. Za účelem odměny svých nejúspěšnějších distributorů zakoupila společnost jachtu Enterprise II[zdroj?] a několik letadel, která sloužila k přepravě nejúspěšnějších distributorů do Ady v Michiganu. Za stejným účelem byl v roce 1978 zakoupen turistický resort Peter Island v britských Panenských ostrovech a Pantlind Hotel v Grand Rapids, který byl zrenovován a přejmenován na Amway Grand Plaza Hotel. Obrat firmy rostl i v sedmdesátých letech – v roce 1971 dosáhla firma prodejů ve výši 165 milionů USD, což proti roku 1970 představovalo nárůst o 40 %. Ve fiskálním roce 1975 překročil odhadovaný maloobchodní obrat hranici 250 milionů USD, rok poté 300 milionů USD a v roce 1979 už obrat činil 800 milionů USD.[zdroj?]
V roce 1975 zavedl Amway s opatřením na ochranu příjmů distributorů před inflací. Jeho podstatou bylo rozdělení tabulky odměn, která do té doby byla tvořená obratem v dolarech a procenty, na tzv. Bodovou hodnotu (Point Value, PV) a Obchodní objem (Business Volume, BV). Tento krok zajistil, že úroveň na tabulce odměn byla od té doby určena objemem nákupů (bodovou hodnotou), který odpovídal počtu prodaných výrobků, avšak odměny se počítaly z dosaženého obratu (obchodního objemu).
V roce 1975 byla firma Amway obžalována Federální obchodní komisí z provozování pyramidového schématu. Po čtyřech letech soudního sporu byl vydán zprošťující rozsudek. Tento rozsudek je dodnes používán jako precedens a etalon pro odlišení legálního víceúrovňového marketingu od nelegálních pyramidových schémat.[zdroj?]

## 80. léta
V roce 1984 se firma MCI Telecommunications rozhodla prodávat své služby dálkových hovorů přes Amway. Za necelé první dva roky spolupráce získali distributoři Amway pro MCI více než milion nových klientů. Mimo to začal Amway distribuovat a prodávat kreditní karty Visa, předplacené služby,[ujasnit] reality a počítače.[zdroj?]
V roce 1977 Amway koupil Satelitní vysílací systém (Mutual Broadcasting System – MBS) se stovkami rozhlasových stanic. Jeho provoz nesplnil očekávání a v roce 1985 byl MBS prodán. Firma si podržela pouze jednu satelitní divizi a po nějaký čas ještě vyráběla a prodávala satelitní paraboly. Nakonec v roce 1989 byla i tato divize prodána.
Konec 80. let byl pak poznamenán hlavně soubojem dvou gigantů přímého prodeje. V roce 1989 se Amway pokusila o převzetí kontroly nad společností Avon Products, Inc., když nejprve společně s Irwinem L. Jacobsem v roce 1989 získala 5,5 milionu akcií, což představovalo 10,3 %. O týden později, již bez účasti Jacobse, Amway nabídla, že odkoupí Avon za 2,1 miliardy USD v hotovosti. Avon tuto nabídku odmítl a v květnu 1989 Amway svou nabídku stáhla.
Již od svého založení firma Amway kladla při prodeji svých produktů důraz na jejich ekologickou šetrnost. Již její první produkty L.O.C., SA8 a Dish Drops byly biologicky odbouratelné[ujasnit] a její prací prášek SA8 byl k dostání v bezfosfátové verzi, která měla omezit znečištění vodních toků řasami a sinicemi, které využívají fosfáty jako svůj zdroj obživy.[zdroj?] Další důraz byl kladen na vysokou koncentrovanost prodávaných čisticích produktů, která měla snížit jednak množství energie a času potřebných na dopravu a distribuci a jednak množství použitých obalů.
V reakci na objevení negativního vlivu freonů na ozonovou vrstvu, Amway přestal v roce 1978, ještě předtím než to bylo vyžadováno americkou legislativou, tyto látky ve svých aerosolových přípravcích používat jako hnací plyn. V dubnu 1989 daroval Amway čisticí výrobky pro umytí zvířat zasažených ropnou havárií tankeru Exxon Valdez u Aljašky. Dne 5. června 1989 Amway obdržela cenu Organizace spojených národů v rámci programu UNEP a stala se tak jednou ze dvou společností, které tuto cenu do té doby dostaly. V ten samý den firma oznámila, že ukončí veškeré testy na zvířatech v rámci svých výzkumných programů a že nepodpoří kampaň organizovanou asociací Cosmetics, Toiletry and Fragrance Association, stavějící se proti zákazu testů na zvířatech. V roce 1989 se Amway stala jednou z prvních firem, které se připojily k programu Global ReLeaf organizovanému American Forestry Association, v rámci něhož bylo do roku 1992 vysazeno 100 miliónů stromů.
Během 80. let pokračovala expanze firmy Amway v Evropě – v roce 1980 byly založeny pobočky ve Švýcarsku a v Belgii a v roce 1986 další dvě ve Španělsku a Itálii. V roce 1985 se Panama stala prvním latinskoamerickým trhem Amway a v roce 1986 ji následovala Guatemala.[zdroj?]

## 90. léta
V prosinci 1992 předal Rich DeVos svému synovi Dicku DeVosovi svou funkci prezidenta společnosti. a o necelé tři roky později Jay Van Andel předal svému synovi Stevu Van Andelovi svůj post předsedy.
Během 90. let bylo celkem otevřeno 32 poboček v dalších zemích světa – Mexiko (červen 1990), Korea (květen 1991), Maďarsko (červen 1991), Brazílie a Macao (listopad 1991), Portugalsko (duben 1992), Indonésie (červenec 1992), Polsko (listopad 1992), Argentina (březen 1993), Brunej (květen 1993), Česká republika (březen 1994), Turecko (červenec 1994), Slovensko (listopad 1994), El Salvador a Honduras (leden 1995), Chile (únor 1995), Čína (duben 1995), Slovinsko a Uruguay (listopad 1995), Kostarika (únor 1996), Řecko (březen 1996), Kolumbie (srpen 1996), Filipíny (duben 1997), Jižní Afrika (srpen 1997), Rumunsko (listopad 1997), Dominikánská republika (leden 1998), Indie (květen 1998), Venezuela (červen 1998), a Dánsko, Finsko, Norsko a Švédsko (červenec 1999).
Nejúspěšnějším trhem Amway v 90. letech se stalo Japonsko. V roce 1989 se Amway Japan podle Nomura Research Institute stal Amway nejrychleji rostoucí zahraniční firmou v Japonsku s obratem přes 500 milionů USD, což v té době čítalo asi třetinu celosvětového obratu firmy, a se ziskem před zdaněním 164 milionů USD. V roce 1990 bylo u Amway Japan Limited zaregistrováno přes 500 000 lidí. V roce 1992 se Amway stala třetí nejziskovější zahraniční firmou v Japonsku a v roce 1993 obsadila druhé místo. Majetek zakladatelů společnosti Riche DeVose a Jaye Van Andela se během roku 1994 taktéž více než zdvojnásobil a koncem roku 1994 se oba, každý s majetkem přibližně 4,5 miliardy USD, dostali podle časopisu Forbes mezi první desítku nejbohatších lidí ve Spojených státech. V roce 1998 se Amway Japan Limited stala zlatým sponzorem zimních Olympijských her v Naganu. Podle jednoho zdroje Amway Japan Ltd. na tyto hry přispěla částkou 4 miliardy jenů.
Globální obrat Amwaye v roce 1990 činil obrat 2,2 miliardy USD, o rok později to byly 3 miliardy USD, v roce 1992 3,9 miliardy USD a počet distributorů stoupl na 2 miliony. V roce 1996 vzrostl obrat na 6,8 miliardy USD.
Ve Spojených státech byl 1. září 1999 spuštěn nový internetový obchod Quixtar, který kromě zboží značky Amway nabídl i tisíce dalších výrobků dodávaných tzv. partnerskými obchody.

## 2000–současnost
Se vstupem do 21. století podstoupila firma restrukturalizaci. Po roce paralelního fungování sítě Amway a Quixtar byli distributoři spadající pod severoamerickou pobočku Amway převedeni pod Quixtar a Amway North America byla zrušena. V roce 2001 byla rodinami DeVosových a Van Adelových založena nová soukromá společnost s názvem Alticor. Tato firma sdružovala společnosti Amway, Quixtar a Access Business Group, která převzala výrobu produktů.
Po úspěchu Quixtaru v severní Americe byl pro západní Evropu založen online obchod www.amivo.com, pro Jižní Koreu www.abnkorea.co.kr, pro Austrálii www.a2k.com.au, pro Japonsko www.amwaylive.com a pro Malajsii www.amway2u.com. Za účelem sjednocení obchodních názvů bylo rozhodnuto, že Quixtar North America bude postupně přejmenován na Quixtar North America/Amway Global, následně na Amway Global/Quixtar a nakonec na Amway Global. Tato změna byla dokončena v květnu 2009 u příležitosti oslav 50. výročí založení firmy. 
Původně oddělené trhy – Česká republika, Chorvatsko, Maďarsko, Polsko, Rumunsko, Slovensko, Slovinsko, Turecko a Ukrajina – byly v září 2004 sloučeny do jednoho regionu (CLOS – Consolidated Line of Sponsorship), tak aby byl umožněno tamním distributorům přivádět do společnosti nové distributory v jakékoli další zemi, která je součástí regionu CLOS. Stejná změna proběhla v září 2007 i v Latinské Americe, kde byly do jednotné sponzorské linie sloučeny Panama, Mexiko, Brazílie, Argentina, Honduras, El Salvador, Chile, Uruguay, Kostarika, Kolumbie, Guatemala a Venezuela.
Dne 4. prosince 2004 ve svých 80 letech zemřel jeden ze zakladatelů firmy Amway, Jay Van Andel.
Asijské finanční krize, která přišla koncem 90. let se projevila klesajícím obratem společnosti. Vedení společnosti také zrušilo licenci řadě distributorů, kteří poškozovali jméno společnosti. 
Obrat společnosti Alticor vzrostl ze 4,1 miliardy USD v roce 2001 na 8,2 miliardy USD v roce 2009. Tyto obraty představují skutečné prodeje distributorům, na rozdíl od odhadovaného maloobchodního obratu (tzv. estimated retail sales),[zdroj?] který byl uváděn do roku 1999. Odhadovaný maloobchodní obrat (který firma od roku 2000 již nereportuje) by tak v roce 2010 činil již více než 12 miliard USD.
Společnost Alticor také koupila několik dalších firem, které byly spolu s Pyxis Innovations, Inc. a Amway Hotel Corporation sloučeny do Alticor Corporate Enterprises. Těmito společnostmi jsou Gurwich Products, Metagenics, Kindex Therapeutics, Interleukin Genetics.
V letech 2000–2009 vstoupil Amway na trhy: Singapur (2002), Ukrajina (2003), Rusko (2005) a Vietnam (2008).
Jedním z největších trhů se po roce 2000 stala Jižní Korea. Obrat Amway Korea v letech 2001–2002 překonal obrat korejských poboček Walmart a Coca-Cola a Korea se stala druhým největším trhem Amway.
Největším trhem Amway se stala Čína. I přes restrikční opatření, která na odvětví přímého prodeje uvalila čínská vláda v roce 1996 kvůli obavám ze šíření nelegálních pyramidových her,[zdroj?] dosáhla čínská pobočka Amway v roce 2005 obratu 2 miliardy USD, v roce 2009 to již byly 3 miliardy USD a v roce 2012 činil obrat 4,34 miliardy USD (27,1 miliardy CNY).
Velkoobchodní obrat společnosti Alticor dosáhl v roce 2005 hodnoty 6,4 miliardy USD, o rok později 7,1 miliardy USD a v roce 2008 8,2 miliardy USD. Tato čísla, na rozdíl od hodnot publikovaných do roku 2000, reprezentují skutečné prodeje distributorům.[zdroj?]
Celkové prodeje v roce 2010 překročily 9,2 miliardy USD a v roce 2011 překročily hranici 10 miliard USD (obrat v roce 2011 činil 10,9 miliardy USD). O rok později se Amway stal společností s nejvyšším obratem v oblasti celého přímého prodeje na světě, když v žebříčku přeskočil společnost Avon. Podle časopisu Forbes se Amway stala ve stejném roce 28. největší soukromou společností v USA. V roce 2013 obrat mateřské společnosti Alticor vzrostl na 11,8 miliardy USD (okolo 95 % tohoto obratu je tvořeno divizí přímého prodeje – Amway; zbylých 5 % tvoří další společností sdružené pod společností Alticor).